# Philomedes lilljeborgi
Philomedes lilljeborgi är et† havslevande kräftdjur som beskrevs 1865 av Georg Ossian Sars. Arten ingår i släktet Philomedes och familjen Philomedidae. Arten är reproducerande i Sverige och förekommer på Västkusten. Inga underarter finns listade i Catalogue of Life.
Det vetenskapliga artepitetet lilljeborgii refererar till Wilhelm Lilljeborg (1816–1908), professor i zoologi vid Uppsala Universitet.